# 優哈巴哈
優哈巴哈（日语： Yhwach，另有譯名友哈巴赫、猶哈巴赫）是日本漫畫作品《BLEACH》中的人物，也是漫畫「千年血戰篇」主要反派角色。

## 人物

### 外貌與性格
優哈巴哈是看不見的帝國的最高領導者，亦為所有滅卻師的共同祖先。同時也是靈王之子。代號「A」，象徵能力為「全知全能」（Almighty）。特徵是蓄著黑色長髮與鬍鬚，有著深邃冷峻的容貌與銳利的紅色雙眼，衣領各有三枚銀色勳章，披著深紅色斗篷的男子。部下皆以「陛下」來尊稱他。
稱呼黑崎一護為「誕生於黑暗之中的吾兒」，而其斬魂刀斬月實體化為千年前的自己，但事實上他是一護內心世界的滅卻師之力，而實體化的虛白才是真正的斬月。原為單把大刀，在靈王宮透過二枚屋王悅的協助重鑄斬魄刀變為雙把，雙刀斬月是黑崎一護自身的力量，長把為代表虛之力，短把代表滅卻師之力。雙刀斬月的本質是刀與鞘，卍解就是刀鞘合一的狀態。在最終決戰中，刀鞘被優哈巴哈粉碎，刀鞘碎片之後也被一護吸收，但只要一護想到就可以回到雙刀狀態。對於在6年前（第二部劇情的9年前）的「聖別」事件裡倖存的石田雨龍則稱其為「最後的生還者」和「吾兒」，雙方皆留著相同的血脈。性格剛毅果斷，自稱不喜歡爭鬥和預言未來的言論，發言時常不離「和平」兩字，實際上卻是個殘酷無情，視人命如草芥的男人，對於任何犯錯或失去利用價值的部下，會毫不留情地給予肢體方面的處分或是直接抹殺對方，而且還會將阻礙其戰鬥的部下殺害，令山本元柳齋重國對其行為感到不齒和憤怒。
可將隨身配戴的雙重星十字徽章，變成一把雙翼型護手的闊刃刀。還能凝聚並釋放指尖的靈壓來將目標物轟成灰燼。其實力非同小可，可以在不離開座位且不使用任何武器的情況下，瞬間弄斷普通破面的肢體和殺害對方，僅靠徒手的力量便能輕鬆抵禦十一番隊隊長更木劍八的斬擊，就連一千年前和他交戰的護廷十三隊總隊長山本元柳齋重國都沒能了結他的性命。據雨葛蘭·哈修瓦特表示，其僅在就寢的時候才會回歸「滅卻師之父」的身份積蓄力量，而且在就寢期間絕不允許任何形式的干擾中斷他的睡眠。

### 身世與經歷
出生時本為瘖啞盲且四肢無法動彈的嬰孩，但由於其俱備著「分贈魂魄」的力量，能讓接觸他的對象身心所缺少的部分逐部填足，被眾人視作無上至寶加以撫養照顧。凡是接觸過他並治癒身心缺憾的對象，無論係其所擁有的知識、透過努力習得的能力、乃至於激發出來的才能，將銘刻在優哈巴哈給予的魂魄碎片中。
然而所有觸碰過優哈巴哈的對象皆活不長久，而且隨著接觸者的死亡，優哈巴哈先前分贈出來的魂魄便會回到自己的身體裡，進而治癒身體的缺陷，逐漸獲得行動能力，延長己身壽命，增強自身的力量。優哈巴哈發現世人以各自信仰的神的名字稱喚著他，決定將其作為自己的名字，甚至還進一步發掘出將冠有能力的文字刻印在指定對象身上的特性，藉此將能力贈與擁有強大力量的魂魄。受到此能力特性的影響，任何被優哈巴哈賦與能力的星十字騎士團成員所殺害的對象，其魂魄的力量亦會被優哈巴哈所吸收，但亦導致優哈巴哈必須持續地吸收他人的魂魄，否則將會再度回歸為出生時的虛弱狀態，更甚著衰竭致死。
千年前和山本總隊長展開激戰並遭其封印後，優哈巴哈利用「聖別」共耗費999年的時間，分別取回自己的心臟、思想、力量，為了恢復自身的力量，不惜奪取所有混血滅卻師的力量據為己有，順勢達到滅卻師的種族大清洗，從而導致一護和雨龍的母親葬身於該場肅清行動中。其千年前的形象甚至存在於一護的精神領域裡，偽裝成實體化斬魄刀「斬月」的身份，以致於一護透過零番隊成員 二枚屋王悅的解說獲知實情前，曾誤認存在於精神領域裡的優哈巴哈是實體化斬魄刀的化身。優哈巴哈本人認為，實際上從未想讓一護隨著自己的意識來行動，因為他的意識都與自己相連，認為前者之所以會戰鬥到現在都是為了來幫自己葬送靈王；從一護一開始戰鬥就以自己的「雙眼」觀察其行動。其之所以率領看不見的帝國意圖攻占人間、虛圈、屍魂界，是為了創造沒有生死之別的無懼世界。

## 劇中表現

### 千年血戰篇
優哈巴哈派遣部下前往屍魂界下達宣戰通告，在準備聆聽部下帶來的報告時，為了制止部下之間的口角衝突，弄斷盧達斯的右臂，之後更直接動手殺害盧達斯與伊邦，並要手下連絡虛圈狩獵部隊再抓幾個「蠢材」。收到部下傳來黑崎一護正與基路傑交手的訊息後，率領星十字騎士團直接進攻屍魂界，在擊敗十一番隊隊長更木劍八後，命令變身成他的模樣的洛伊德和及總隊長山本元柳齋重國展開決戰。在山本用盡卍解招式擊敗洛伊德後，直接動手破壞總番隊的隊舍，還親自抹殺戰敗的洛伊德，隨即道出自己本欲邀請「特別記載戰力」之一的藍染惣右介加入看不見的帝國麾下卻被拒絕，之後使用胸章奪走山本使出的卍解並持靈劍殺害對方，更藉著指尖釋放的靈壓爆破，瞬間將山本的遺體炸成灰燼。
待一護抵達屍魂界試圖阻止他的時候，優哈巴哈試圖說服前者加入看不見的帝國的陣營，但被對方回絕，轉而和一護短暫交鋒，意圖利用武力令對方屈服，當他正欲施展能力時受到「影之領域」束縛，使他驚覺先前和藍染會面時被對方使用能力混淆他的知覺，因此沒注意到已經超過「影之領域」範圍外活動的時間限制，只得放過了一護返回冰之宮殿，之後親自任命石田雨龍為看不見的帝國的繼任領導者。
後來帶著雨龍、哈修瓦特和星十字騎士團一同將自己的宮殿出現在屍魂界，企圖利用九天的時間奪回一切，他刻意指示先前奪走死神卍解的星十字騎士團成員，優先解決失去卍解的隊長們，自己則和雨龍留守在宮殿裡坐觀雙方的決戰。及後指示雨葛蘭開啟前往靈王宮的通道，率領雨葛蘭、雨龍及其餘五名星十字騎士團成員進攻靈王宮。在尼昂索、佩尼達、亞斯金、傑拉德和利捷陣亡後，發動「聖別」將地面上未被自己帶上靈王宮的手下吸走靈力，來復活佩尼達、亞斯金、傑拉德與利捷。不久，便遭兵主部一兵衛牽制並與其對戰，因對方釋放出斬魄刀而一度位於下風，但在睜開「眼」後，得以發揮全力擊敗兵主部，踏入靈王宮一手貫穿靈王，之後利用前來的一護將靈王殺害，造成屍魂界、現世和虛圈的崩壞。當想進一步將靈王和其右手消滅掉時，遭一護阻止並展開對決；途中擺脫四楓院夜一的線並重擊了她，後趁機將靈王的右手消滅並據為其有、身軀則化作靈王之力的奔流，不僅將靈王的身軀吞噬殆盡，甚至將靈王宮改造成看不見的帝國的據點「真世界城」。
和一護交戰後，以「全知全能」壓倒性地擊敗對方並吸收其力量，開啟穿越門離開時遇見了藍染，被藍染使用鏡花水月的能力完全催眠，更被一護使用月牙天冲给斩成两半，但隨後他在藍染解除能力時使用全知全能的能力改变未来而复活，同時襲擊並束縛住藍染，一度將一護逼入绝境，卻因一時不察而被隨即趕到的雨龍使用龍弦给他的“银血栓”射中其身軀而短暫封印其能力，最終被一護持蛻變成最初的斬月將其身軀劈成兩半而死。臨終前醒悟到自己稍早即將清醒之際時便已從其全知全能的眼睛預見到一護重獲最初的斬月並將其斬殺的情況，當時他以為是哈修瓦特的能力使他看到的夢境並反向認為是樂觀的預兆，之後一直沒放在心上，直至被一護斬殺時才得以理解。

### 結局篇
看不見的帝國戰役十年後，其殘餘的靈壓被一護之子一勇驅散。根據官方小說《Can't Fear Your Own World》表明，戰後因其屍首擁有靈王力量而被一兵衛做成了新的靈王。

## 技能與招式
| 招式（能力）                            | 簡介 |
| --------------------------------------- | --- |
| 能力「全知全能」（Almighty）            | 起初被認為是「知曉一切未來的力量」，意味著被優哈巴哈知曉的技能就無法對其造成傷害，啟動能力後，眼睛會出現多重瞳孔。據雨葛蘭表示，優哈巴哈在被封印的999年的時間，若是在最終取回力量的九年結束前便睜開「眼」，將會令力量失控並褫奪星十字騎士團全員的力量，所以僅有在完全取回力量後，才能睜開「眼」。當優哈巴哈睜開「眼」的時刻，便是其完全發揮實力的時刻。後來優哈巴哈親口透露，「全知全能」的能力是「改變未來的力量」[7]。儘管能力接近無敵，但仍有某種限制[8]。 |
| 能力「聖別」（Auswählen）               | 被封印後優哈巴哈耗費999年的時間，奪取所有混血滅卻師的力量據為己用，藉此取回自己失去的心跳、意識和力量。優哈巴哈可運用這項能力，將被其視為不需要的滅卻師成員的力量加以吸收，回歸自己的身上，亦能藉此令死去的滅卻師成員復活，將奪回的力量分配給其餘滅卻師。當自己的力量被對手限制的時候，甚至可藉此恢復遭褫奪或封印的力量。但被優哈巴哈運用這項能力奪去力量的滅卻師會因為心臟產生銀血栓而衰弱甚至死亡。                                                         |
| 能力「外殼靜血裝」（Blut Vene Anhaben） | 「靜血裝」的強化延伸技，發動能力後，優哈巴哈可將用於防禦的靜血裝擴展至體外，使其變成擁有紋路的半圓護罩，抵擋來自敵方的攻勢，亦可侵蝕任何碰觸到優哈巴哈的一切事物而加以擴大能力範圍。優哈巴哈本欲運用此技侵蝕兵主部一兵衛的左半身軀，但後者僅憑蠻力便破解外殼靜血裝的侵蝕作用。 |
| 能力「篡奪聖壇」（Zankt Altar）         | 於掌心釋放出多枚靈彈，並在對手周圍形成巨大的滅卻師五星陣，藉此奪走對手的力量。 |
| 技「神聖滅矢」（Heilig Pfeil）          | 不需使用弓箭就能直接從右手掌間凝聚靈壓，再藉著左手投射尾部呈現多股分岔狀的光箭攻擊對手。 |
| 技「無之靈劍」                          | 藉著手持的闊刃刀，朝空中劃出一道靈壓形成的巨型弧弓，射出一把護手呈現「X」型的大型光劍插進地面，優哈巴哈能以其成為另一強力攻擊武器。 |
| 技「大聖弓」（Sankt Bogen）             | 運用己身的靈力，於半空中召喚出附有多隻形如巨矛般的箭矢的巨大靈弓，朝著對手的所在方向發動攻擊。 |

## 卷首語
- 「往前踏出一步 绝不再次返回 向三千世界之 血之海洋而去（一歩踏み出す 二度と戻れぬ 三千世界の 血の海へ）」——單行本第五十五集《THE BLOOD WARFARE》（血戰）。

## 備註
1. ↑  台灣東立出版社譯名，另有譯名為友哈巴赫、猶哈巴赫。
2. ↑  《BLEACH》漫畫第537章，黑崎一心提及優哈巴哈分別耗費900年、90年、9年的時間，用於取回自己的心臟、思想、力量。